# Storm (álbum de Theatre of Tragedy)
Storm es el sexto álbum del estudio de la banda gótica noruega Theatre of Tragedy, lanzado  el 27 de  junio de 2006.  Es también el primer álbum de la agrupación con la nueva cantante principal Nell Sigland, luego de poco más de cuatro años alejados de los estudios de grabación.  
El sencillo “Storm” fue lanzado previamente como el primer material disponible, y  a  la vez, la banda emprendió de inmediato un tour europeo para promocionarlo.
El álbum también marca algo de un cierto regreso al metal gótico, aunque su sonido es mucho  más liviano y más optimista que el de sus tres primeras producciones. De igual forma, todavía utiliza las líricas en inglés moderno de sus dos discos previos.
El arte de la cubierta fue diseñado por Thomas Ewerhard, quien también hizo las de Assembly y  Forever is the World.

## Lista de canciones
Todas las canciones escritas y compuestas por Theatre of Tragedy.
1. "Storm" – 3:46
2. "Silence" – 3:47
3. "Ashes & Dreams" – 4:06
4. "Voices" – 3:30
5. "Fade" – 5:58
6. "Begin & End" – 4:27
  - "Highlights (bonus track) es la pista siete en la edición limitada / digi-book edition"
7. "Senseless" – 4:33
  - Originalmente titulada  "Seven,"  escrita en métrica  séptuple y es la séptima pista del álbum.
8. "Exile" – 4:02
9. "Disintegration" – 4:48
10. "Debris" – 5:03
11. "Beauty In Destruction" (Digi-book edition)
12. "Storm (Tornado Mix)" (Digi-book edition)

## Sencillos
Sólo la pista  «Storm» fue lanzada como sencillo. Este disco contiene el tema  "Begin and End" del álbum original, una pieza inédita "Beauty in Deconstruction" y un Tornado mix de "Storm."

## Miembros

### Theatre of Tragedy
- Nell Sigland  - voces
- Raymond Istvàn Rohonyi - Voces, electrónica, letras
- Vegard T. Thorsen - Guitarra
- Frank Claussen - Guitarra
- Lorentz Aspen - Teclado
- Hein Frode Hansen - Batería

### Músicos adicionales
- Magnus Westgaard – bajo
- Sareeta (Ingvild Johannesen)– violín
- Rico Darum - programación adicional y guitarras

### Producción
- Rico Darum – productor, ingeniero y editor
- Børge Finstad – ingeniero asistente
- Greg Reely – mezcla y masterización en The Green Jacket, Canadá
- Peter Keller - arreglos adicionales y producción en pista 1
- Emile M. Ashley – fotografía
- Thomas Ewerhard – arte de portada e ilustración